# Tanaka Hiroshi (Mathematiker)
Tanaka Hiroshi (* 1932) ist ein japanischer Mathematiker, der sich mit stochastischen Prozessen befasst.
Tanaka studierte an der Universität Kyūshū, wo er 1958 bei Gisiro Maruyama promoviert wurde. 1957/58 war er einer der Hörer der Vorlesungen von Henry McKean an der Universität Kyōto, der bei Itō Kiyoshi zu Gast war, bei dem Tanaka auch Vorlesungen hörte. Von 1960 bis 1962 war er bei McKean am Massachusetts Institute of Technology. Er lehrte bis zur Emeritierung an der Keiō-Universität in Tokio.
1984 war er Gastwissenschaftler an der Universität Zürich bei Hans Föllmer und Masao Nagasawa.
Er ist insbesondere für die Tanaka-Formel für ein stetiges Semimartingal bekannt,  die die lokale Zeit für den Zeitpunkt Null als letzten Term einer erweiterten Itō-Formel ausdrückt. Sie wurde 1969 als persönliche Mitteilung von Tanaka in dem Buch Stochastic Integrals von Henry McKean veröffentlicht.  Außerdem befasste er sich mit der klassischen Boltzmann-Gleichung für das Maxwell-Gas  (angeregt durch McKean und das Lehrbuch der statistischen Mechanik von Kubo, der diese aus einer mikroskopischen Master-Gleichung ableitete, wofür aber eine strenge probabilistische mathematische Begründung bis auf einige Sonderfälle fehlte) und dem zugrundeliegenden Markow-Prozess und mit Diffusion in einer zufälligen Umgebung, speziell einer Umgebung mit weißem Rauschen. Tanaka zeigte auch die Existenz von Diffusionsprozessen mit kontinuierlichen Koeffizienten und befasste sich mit stochastischen Differentialgleichungen, bei denen er unter anderem reflektierende Randbedingungen in konvexen Bereichen untersuchte.
Von ihm stammt die Tanaka-Gleichung als Beispiel einer stochastischen Differentialgleichung, die keine starke Lösung hat, aber eine schwache Lösung.

## Schriften (Auswahl)
- Stochastic Processes. Selected Papers of Hiroshi Tanaka, Hrsg. Makoto Maejima, Tokuzo Shiga, World Scientific 2002 (mit Bemerkungen von Tanaka selbst, Aufsätzen von Marc Yor, Shinzo Watanabe und Henry McKean und Bibliographie) doi:10.1142/4673
- mit M. Hasegawa: Stochastische Differentialgleichungen (Japanisch), Seminar on Probability 17, 1964